# ارنست اودانل
ارنست اودانل (انگلیسی: Ernest O'Donnell؛ زادهٔ ۲۴ نوامبر ۱۹۶۸) بازیگر اهل ایالات متحده آمریکا است. وی از سال ۱۹۹۴ میلادی تاکنون مشغول فعالیت بوده‌است.
از فیلم‌ها یا برنامه‌های تلویزیونی که وی در آن نقش داشته‌است می‌توان به به دنبال ایمی، فروشنده‌ها، دگما، جی و باب ساکت پاتک می‌زنند، دختر جرسی و قانون‌شکن اشاره کرد.